# Elias Shoufani
Elias Shukri Shoufani (in arabo إلياس شكري شوفاني‎?, Ilyās Shukrī Shūfānī; Mi'ilya, 1932 – Damasco, 26 gennaio 2013) è stato uno storico e attivista palestinese; fu attivo come ricercatore per l'Institute for Palestine Studies e nella resistenza palestinese, militando prima in Fatah e successivamente in Fath-Intifada.

## Biografia
Elias Shoufani nacque a Mi'ilya, in Galilea, da famiglia palestinese cristiana di confessione greco-cattolica melchita. Il padre di Elias era un leader del villaggio che si oppose all'invasione israeliana; le autorità israeliane reagirono demolendo la casa della famiglia. Shoufani conseguì i suoi studi all'Università Ebraica di Gerusalemme e in seguito negli anni 1960 partì per gli Stati Uniti d'America per conseguire un dottorato in studi islamici all'Università di Princeton e poi insegnare all'Università del Maryland. Nel 1972 decise di partire per il Libano per unirsi alla resistenza palestinese; a Beirut lavorò per l'Institute for Palestine Studies. In occasione della invasione israeliana del Libano del 1982 Shoufani abbandonò Beirut per stabilirsi a Damasco, in Siria, dove visse per il resto della sua vita e continuò il suo lavoro di ricerca per l'Institute for Palestine Studies. Abbandonò l'Organizzazione per la Liberazione della Palestina per protesta in seguito agli accordi di Oslo. Dopo un primo divorzio da una donna statunitense, si risposò con una donna di origine palestinese, dalla quale ebbe le figlie Noor e Hind, celebre regista e poeta.

## Opere
- Al-Riddah and the Muslim Conquest of Arabia (1973)